# Adlullia castor
Adlullia castor är en fjärilsart som beskrevs av Collenette 1949. Adlullia castor ingår i släktet Adlullia och familjen tofsspinnare. Inga underarter finns listade i Catalogue of Life.